# Adsubia
Adsubia (en valenciano y oficialmente, l'Atzúbia) es un municipio español situado en la comarca de la Marina Alta de la provincia de Alicante, en la Comunidad Valenciana. Cuenta con una población de 594 habitantes (INE 2024) y 14,70 km² de extensión.

## Toponimia
El topónimo deriva del árabe الزاوية (az-Zāwīa) «la ermita», el mismo origen que otros topónimos españoles como La Zubia o Azoya.

## Geografía
Este municipio está enclavado en Los Valles de Pego, al norte de la provincia de Alicante y lo componen Adsubia y el núcleo de Forna.
El término municipal de Adsubia limita con: al norte, con Villalonga y Oliva (ya en la provincia de Valencia ambas); al este, con Oliva y Pego; al oeste, con Vall de Gallinera, Vall de Ebo y Villalonga; y al sur, con Vall de Gallinera y Pego.
Tiene un clima mediterráneo muy benigno.

## Historia
Adsubia-Forna tiene orígenes árabes y son muchos los legados que dejaron la población morisca, aunque los indicios más remotos de poblamientos se remontan a la Edad de Bronce.
Adsubia y Forna formaban núcleos diferentes que se fusionaron el año 1911. Son dos pueblos que muestran gran variedad paisajística, y un rico patrimonio con el castillo templario de Forna y la cueva de Canalobres dotada con una zona recreativa y de acampada en el Tossal del Llop, además de rutas de senderismo.
El núcleo de Forna sorprende por el magnífico estado de conservación del pueblo, que guarda todo el sabor de las alquerías moriscas, presidido por su castillo medieval.

## Demografía
Adsubia cuenta con una población de 594 habitantes (INE 2024).
| Gráfica de evolución demográfica de Adsubia entre 1842 y 2021 |
| |
| Población de derecho según los censos de población del INE Población de hecho según los censos de población del INEEn 1920 crece el término del municipio porque incorpora a Forna |

| Nacionalidad | Hombres | Mujeres | Total | %      | Proporción |
| ------------ | ------- | ------- | ----- | ------ | ---------- |
| Española     | 193     | 168     | 361   | 58.6 % |            |
| Extranjera   | 126     | 129     | 255   | 41.3 % |            |

| País        | Hombres | Mujeres | Total | %      | Proporción |
| ----------- | ------- | ------- | ----- | ------ | ---------- |
| Reino Unido | 60      | 61      | 121   | 47.5 % |            |
| Alemania    | 20      | 29      | 49    | 19.2 % |            |
| Francia     | 20      | 17      | 37    | 14.5 % |            |
| Rumania     | 2       | 2       | 4     | 1.6 %  |            |
| Italia      | 3       | 0       | 3     | 1.2 %  |            |
| Marruecos   | 2       | 1       | 3     | 1.2 %  |            |
| Argelia     | 0       | 1       | 1     | 0.3 %  |            |
| Colombia    | 0       | 1       | 1     | 0.3 %  |            |
| Polonia     | 1       | 0       | 1     | 0.3 %  |            |

## Economía
Predomina el sector agrícola (cítricos), la construcción y el turismo.

## Administración y política
| Elecciones municipales del 26 de mayo de 2019 |         |                           |       |         |            |            |
| Partido                                       | Partido | Candidato                 | Votos | Votos   | Concejales | Concejales |
| Iniciativa per l'Atzúbia i Forna              |         | María Oltra Vidal         | 215   | 59,56 % | 4          | 0          |
| Partido Popular                               |         | Ricardo Luis Server Costa | 145   | 40,17 % | 3          | 0          |
| Fuente: Ministerio del Interior (España).     |         |                           |       |         |            |            |

| Periodo   | Nombre                                                                | Partido |
| --------- | --------------------------------------------------------------------- | ------- |
| 1979-1983 | Manuel Reig Siscar                                                    | UCD     |
| 1983-1987 | Manuel Reig Siscar                                                    | AP      |
| 1987-1991 | Manuel Reig Siscar                                                    | AP      |
| 1991-1995 | Manuel Reig Siscar                                                    | PP      |
| 1995-1999 | Manuel Reig Siscar                                                    | PP      |
| 1999-2003 | Manuel Reig Siscar                                                    | PP      |
| 2003-2007 | Manuel Reig Siscar                                                    | PP      |
| 2007-2011 | Manuel Reig Siscar (2007-2009) José Gerardo Server Vicens (2009-2011) | PP      |
| 2011-2015 | Josep Vicent Vidal Torralba                                           | IAF     |
| 2015-2019 | Josep Vicent Vidal Torralba                                           | IAF     |
| 2019-2023 | *María Oltra Vidal                                                    | IAF     |

El 9 de junio de 2009 falleció Manuel Reig Siscar, sucediéndole en el cargo José Gerardo Server Vicens, número 2 de la lista electoral del Partido Popular.

## Monumentos y lugares de interés
- Castillo de Forna. Declarado Bien de Interés Cultural. Castillo medieval de la Orden Militar de los Templarios, en un estado envidiable de conservación, situado en la pedanía de Forna, a 5 km de Adsubia.
- Parroquia de San Vicente Ferrer. Edificio de interés arquitectónico.
- Parroquia de San Bernardo, abad (Forna), en la pedanía de Forna.
- Cueva de Canalobre. Situada en el Tossal del Llop.

## Fiestas
En Adsubia las fiestas patronales son la primera semana del mes de septiembre en honor a la Virgen del Rosario (primer lunes) y Cristo del Milagro (primer martes).
En Forna, las fiestas patronales son la segunda quincena del mes de agosto, cerca del 20 de agosto, en honor a san Bernardo y San Antonio.
Ambas con actividades religiosas, verbenas populares, moros y cristianos, concurso de paellas y de alfábegues.